# Diócesis de Nha Trang
La diócesis de Nha Trang (en latín: Dioecesis Nhatrangensis y en vietnamita: Giáo phận Nha Trang) es una circunscripción eclesiástica de la Iglesia católica en Vietnam. Se trata de una diócesis latina, sufragánea de la arquidiócesis de Huế, que es sede vacante desde el 23 de julio de 2022.

## Territorio y organización
La diócesis tiene 9486 km² y extiende su jurisdicción sobre los fieles católicos de rito latino residentes en las provincias de Ninh Thuận y de Khánh Hòa.
La sede de la diócesis se encuentra en la ciudad de Nha Trang, en donde se halla la Catedral de Cristo Rey.
En 2019 en la diócesis existían 112 parroquias.

## Historia
El vicariato apostólico de Nha Trang fue erigido el 5 de julio de 1957 con la bula Crescit laetissimo del papa Pío XII, obteniendo el territorio de los vicariatos apostólicos de Quy Nhơn (hoy diócesis de Quy Nhơn) y de Saigón (hoy arquidiócesis de Ho Chi Minh).
El 24 de noviembre de 1960 el vicariato apostólico fue elevado a diócesis con la bula Venerabilium Nostrorum del papa Juan XXIII.
El 30 de enero de 1975 cedió una parte de su territorio para la erección de la diócesis de Phan Thiết mediante la bula Arcano Dei del papa Pablo VI.

## Estadísticas
De acuerdo al Anuario Pontificio 2020 la diócesis tenía a fines de 2019 un total de 222 000 fieles bautizados.
| Año                                                                             | Población            | Población | Población      | Sacerdotes | Sacerdotes    | Sacerdotes    | Bautizados por sacerdote | Diáconos permanentes | Religiosos | Religiosos | Parroquias |
| Año                                                                             | Bautizados católicos | Total     | % de católicos | Total      | Clero secular | Clero regular | Bautizados por sacerdote | Diáconos permanentes | Varones    | Mujeres    | Parroquias |
| ------------------------------------------------------------------------------- | -------------------- | --------- | -------------- | ---------- | ------------- | ------------- | ------------------------ | -------------------- | ---------- | ---------- | ---------- |
| 1970                                                                            | 130 180              | 1 158 000 | 11.2           | 154        | 136           | 18            | 845                      |                      | 150        | 200        |            |
| 1980                                                                            | 102 893              | 709 480   | 14.5           | 82         | 75            | 7             | 1254                     |                      | 99         | 253        | 58         |
| 1990                                                                            | 128 082              | 1 551 988 | 8.3            | 79         | 56            | 23            | 1621                     |                      | 99         | 306        | 58         |
| 1999                                                                            | 160 131              | 1 500 000 | 10.7           | 125        | 95            | 30            | 1281                     |                      | 86         | 316        | 64         |
| 2000                                                                            | 163 803              | 1 534 310 | 10.7           | 126        | 93            | 33            | 1300                     |                      | 91         | 324        | 64         |
| 2001                                                                            | 169 369              | 1 565 400 | 10.8           | 129        | 91            | 38            | 1312                     |                      | 97         | 336        | 64         |
| 2002                                                                            | 175 942              | 1 579 039 | 11.1           | 130        | 92            | 38            | 1353                     |                      | 99         | 353        | 66         |
| 2003                                                                            | 180 616              | 1 612 000 | 11.2           | 130        | 90            | 40            | 1389                     |                      | 102        | 372        | 69         |
| 2004                                                                            | 185 064              | 1 564 400 | 11.8           | 144        | 98            | 46            | 1285                     |                      | 102        | 363        | 69         |
| 2013                                                                            | 200 385              | 1 786 000 | 11.2           | 191        | 145           | 46            | 1049                     |                      | 120        | 632        | 90         |
| 2016                                                                            | 210 710              | 1 805 727 | 11.7           | 219        | 161           | 58            | 962                      |                      | 161        | 699        | 95         |
| 2019                                                                            | 222 000              | 1 874 969 | 11.8           | 265        | 200           | 65            | 837                      |                      | 168        | 840        | 112        |
| Fuente: Catholic-Hierarchy, que a su vez toma los datos del Anuario Pontificio. |                      |           |                |            |               |               |                          |                      |            |            |            |

## Episcopologio
- Raymond-Marie-Marcel Piquet, M.E.P. † (5 de julio de 1957-3 de julio de 1966 falleció)
- François-Xavier Nguyên Van Thuán † (13 de abril de 1967-24 de abril de 1975 nombrado arzobispo coadjutor de Saigón[6])
- Paul Nguyên Van Hòa † (25 de abril de 1975-4 de diciembre de 2009 retirado)
- Joseph Võ Ðức Minh (4 de diciembre de 2009 por sucesión-23 de julio de 2022 retirado)
  - Joseph Nguyên Chi Linh, desde el 23 de julio de 2022 (administrador apostólico)